# Riera de Navel
La Riera de Navel és un afluent per l'esquerra del Cardener que neix al vessant de llevant del Serrat de Runers a Capolat (Berguedà) i desguassa al Cardener aigües avall de Cardona.
Al llarg del seu curs rep també se la denomina de Rasa de la Font de la Mosquera, Rasa de la Casanova de Foubes i Riera de Montclar.

## Zona humida d'interès comunitari
Dins de la Riera de Navel hi ha un tram d'aquesta riera situat al municipi de Viver i Serrateix, format per dos petits pantans, el pantà de Serrateix i el Pantà de l'Espunyola. La zona és d'especial interès per la presència d'un interessant bosc de ribera i per una extensió considerable de bogar. A més, l'espai és també d'interès per a la fauna, ja que l'aigua s'hi manté permanentment i està situat en un entorn relativament àrid.
Pel que fa a la vegetació, destaca la presència d'una extensa salzeda al pantà superior (hàbitat d'interès comunitari 92A0 "Alberedes, salzedes i altres boscos de ribera"). Hi apareixen diverses espècies de salzes (salze blanc -Salix alba-, sarga -Salix elaeagnos-, Salix cinerea subsp oleifolia, etc.). També és destacable la gran extensió del bogar del pantà superior, que pràcticament arriba a cobrir totalment la làmina d'aigua. Al pantà inferior apareix un cinyell helofític molt discontinu i un bosc de ribera més estret, amb espècies com pollancres, salzes, roures, avellaners, etc.
L'aigua presenta un cert grau d'eutrofització, probablement afavorida pels usos agraris de l'entorn. Pel que fa a la fauna, l'espai és utilitzat per diferents espècies d'aus habituals a les zones humides -ànecs collverds, etc., així com per diversos amfibis -granota verda, gripau, etc.-.
Els principals elements que afecten negativament l'espai són diverses línies elèctriques i telefòniques, amb suports molt propers al marge del pantà inferior, així com els usos agraris de l'entorn, que amenacen amb fer desaparèixer part del bosc de ribera i produeixen una certa eutrofització de l'aigua. Els dos pantans queden separats per la carretera que va de Montmajor a Sant Joan de Montdarn, la qual creua la riera mitjançant un pont, però genera molèsties a la fauna - soroll, etc.-. La zona és un punt d'aigua senyalitzat de l'ADF Montesmon.

## Termes municipals que travessa
Des del seu naixement, la Riera de Navel passa successivament pels següents termes municipals.

## Biodiversitat
La riera de Navel és un representant interessant dels sistemes naturals mediterranis i dulciaqüícoles, que conté valuoses comunitats florístiques així com espècies íctiques interessants..

### Vegetació i flora
La riera de Navel és una mostra significativa d'una àrea de caràcter forestal al marge esquerre del Cardener, dins un sector on els conreus tenen molta importància.
Engloba diversos ecosistemes forestals del domini del carrascar (Quercetum rotundifoliae); localment hi és present la roureda de roure de fulla petita (Violo Quercetum fagineae). Els carrascars han estat substituïts majoritàriament per pinedes secundàries de pi blanc (Pinus halepensis) i pinassa (Pinus nigra ssp. salzmannii) i, en algunes obagues, també per pinedes de pi roig (Pinus sylvestris). Són freqüents les brolles calcícoles de bruc d'hivern i sanguinària (Brachypodio-Aphyllanthetum), que es presenten arreu. Al riberal de la Riera apareixen escassos fragments del bosc de ribera, principalment salzedes de sarga (Saponario-Salicetum purpureae) i gatelledes (Carici-Salicetum catalaunicae), així com la bardissa amb roldor (Rubo-Coriarietum).
És interessant el fet que sigui present a la zona un important nucli d'elements submediterranis dins un país eminentment mediterrani.

### Fauna
La riera de Navel aplega una bona representació dels poblaments faunístics mediterranis lligats especialment als biòtops forestals i rocosos. Les aigües, relativament netes, són poblades per comunitats íctiques de muntanya pròpies dels rius calcaris.
Les espècies més freqüents són la bagra comuna (Leuciscus cephalus) i el barb de muntanya (Barbus meridionalis). També s'hi troben espècies herpètiques com ara el gripau comú (Bufo bufo) la serp de collaret (Natrix natrix) o la reineta (Hyla meridionalis).

## Xarxa hidrogràfica
La xarxa hidrogràfica de la Riera de Navel està constituïda per 403 cursos fluvials que sumen una longitud total de 312,7 km.

### Distribució municipal
El conjunt de la xarxa hidrogràfica de la Riera de Navel transcorre pels següents termes municipals: